# Jipsingboertange (dorp)
Jipsingboertange (Gronings: Taange) is een dorp in de gemeente Westerwolde in de Nederlandse provincie Groningen. Het dorp ligt als een lang lint tussen Jipsinghuizen en Mussel.
De naam Jipsingboertange verwijst naar de tange (zandrug in een veengebied) waarop het dorp is ontstaan. Over deze zandrug liep vroeger een pad voor het vee naar de (gemeenschappelijke) groenlanden langs de Mussel. Halverwege de tange lag de Iem- of Bijenberg. Deze heuvel was vernoemd naar de bijenkasten die hier vroeger stonden te midden van de omringende boekweitvelden.
De eerste vermelding van de plek was in 1615. In 1884 werd een eerste huis gebouwd aan de Jipsingboertangerweg. Dit was echter niet het eerste huis van het gehucht. Dat verrees pas in 1908.
Het dorp ligt in een bosrijke omgeving. De bossen werden aangelegd in de jaren dertig toen dit deel van Westerwolde, tot dan toe uitgestrekte heidevelden, werd ontgonnen door de N.V. Ontginningsmaatschappij De Vereenigde Groninger Gemeenten. Dat gebeurde grotendeels in het kader van de werkverschaffing onder erbarmelijke omstandigheden. De gronden die het minst geschikt waren voor de landbouw werden gebruikt voor de bosbouw.
Dorpen: Barnflair · Bellingwolde · Blijham · Bourtange · Jipsingboertange · Oudeschans · Over de Dijk · Sellingen · Ter Apel · Ter Apelkanaal · Veelerveen · Vlagtwedde · Vriescheloo · Wedde · Wedderheide · Zandberg (deels)

Buurtschappen: Agodorp · Borgertange · Borgerveld · Bovenstreek · De Bouwte · De Bruil · De Bult · Den Ham · De Heemen · De Lethe · De Maten · De Oerde · De Straat (Engelkes) · Draaijerij · Ellersinghuizen · Hanetange · Harpel · Hoorn · Hoornderveen · Jipsingboermussel · Jipsinghuizen · Kielhuppen · Klein-Ulsda · Klontjebuurt · Koudehoek · Lammerweg · Laude · Lauderbeetse · Lauderzwarteveen · Laudermarke · Leemdobben · Lieskemeer · Loosterheide · Lutje Ham · Lutjeloo · Morige · Munnekemoer · Nienoordstreekje · Oosteinde · Overdiep · Pallert · Plaggenborg · Poldert · Renneborg · Rhederbrug · Rhederveld · Rijsdam · Roelage · 't Schot · Sellingerbeetse · Sellingerzwarteveen · Slegge · Stakenborg · Stobben · Ter Borg · Ter Haar · Ter Walslage · Ter Wisch · Tjabbesstreek · Veele · Veendijk · Veerste Veldhuis · Verbindingsweg · Vlagtwedder-Veldhuis · Vogelzang · Voorwold · Wedderbergen · Wedderveer · Weende · Weite · Wessingtange · Westeind · De Westert · Winschoterhogebrug (deels) · Winschoterzijl (deels) · Wollingboermarke · Wollinghuizen · Zuidveld · Zandstroom

Groningen: Steden en dorpen      Nederland: Provincies · Gemeenten